# المرأة الوطواط
المرأة الوطواط (بالأنجليزية: Batwoman) هي بطلة خارقة خيالية تظهر في الكتب المصورة الأمريكية التي تنشرتها دي سي كوميكس. في جميع تجسدات الشخصية، وهي وريثة ثرية تُلهم من قبل البطل الخارق باتمان وتختار، مثله، بوضع ثرواتها ومواردها نحو حملة لمكافحة الجريمة كمقتصة في موطنها مدينة غوثام. يتم تقاسم هوية المرأة الوطواط من قبل بطلتان في منشورات دي سي الرئيسية؛ وتسمى كلتا النساء كاثرين كين، مع المرأة الوطواط الأصلية ويشار إليها عادة بأسم كاثي والتجسد الحديث التي تسمى كيت.
تم إنشاء المرأة الوطواط من قبل الكاتب هاميلتون|إدموند هاميلتون والفنان مولدوف|شيلدون مولدوف تحت إشراف رئيس التحرير جاك شيف، كجزء من جهد مستمر لتوسيع فريق باتمان من الشخصيات الداعمة. بدأت المرأة الوطواط الظهور في قصص دي سي كوميكس بدءاً من كومكس|ديتكتيف كومكس #233 (1956)، حيث تم تقديمها (حب)|كرومانسية لباتمان من أجل مكافحة مزاعم جنسية|الشذوذ الجنسي لباتمان الناشئة عن الكتاب المثير للجدل إغراء الأبرياء (1954). عندما أصبح شوارتز|يوليوس شوارتز رئيس تحرير الكتب المصورة ذات الصلة بباتمان في عام 1964، وأزال الشخصيات غير الأساسية بما في ذلك المرأة الوطواط، الفتاة-الوطواط، بات-مايت، وأيس الكلب-الوطواط. وفي وقت لاحق، أثبتت محدودة (قصص مصورة)|السلسلة المحدودة لعام 1985 أزمة في الأراضي اللانهائية بأثر رجعي بأن المرأة الوطواط لم تكن موجودة من قبل.
بعد فترة توقف طويلة، أعيد تقديم المرأة الوطواط لأستمرارية دي سي في عام 2006 في الأسبوع السابع من الناشر طول-سنة 52 الأسبوعي من الكوميكس. بعد أن أعيدت ككيت كين، بدأت المرأة الوطواط الحديثة العمل في مدينة غوثام في غياب باتمان بعد أحداث التقاطع في الأزمة اللانهائية (2005). كُتبت المرأة الوطواط الحديثة بأنها من أصل يهودي ومثلية الجنس في جهد من قبل موظفي التحرير في دي سي لتنويع منشوراتها والتواصل بشكل أفضل مع القراء في العصر الحديث. ووصفت المرأة الوطواط بكونها من أبرز الأبطال المثليين الذين يظهرون في القصص المنشورة من قبل دي سي، وقد لفتت اهتمام وسائل الإعلام إلى حد كبير بعد إعادة تقديمها، وكذلك نالت المديح والنقد من عامة الناس
الشخصية الحديثة كما هو موضح في القصص المصورة تعمل بشكل مستقل نسبياً عن باتمان، لكنها أكتسبت شهرة كبيرة في السنوات الأخيرة، سواء في جدول نشر دي سي كوميكس وعالم دي سي. منذ ذلك الحين كان لديها عدة أشواط في الكوميكس الشهري الخاص بها والذي يحمل أسمها المرأة الوطواط. خارج الكوميكس، ظهرت عدة تأويلات للمرأة الوطواط في إنتاجات باتمان الرسوم المتحركة في الألفينيات، ولكنها قليلاً ما تشبه إما كاثي أو كيت كين. في وقت لاحق تم تعديل نسخة كيت كين من المرأة الوطواط لـفيلم الفيديو الرسوم المتحركة باتمان: الدم الفاسد. وستقوم روبي روز بتصوير الشخصية لأول ظهور لها على شاشة التلفاز خلال الآروفيرس الخاص بـذا سي دبليو لعام 2018.

## تاريخ النشر

### كاثي كين (1956-1979, 2011–الوقت الحاضر)
ترتبط كاثي كين في المقام الأول بالعصر الفضي للقصص المصورة. في أعقاب الهجمات على القصص المصورة في أوائل الخمسينيات، كانت المرأة الوطواط هي أول شخصية من عدة شخصيات متعددة من شأنها بأن تشكل «عائلة باتمان». منذ أن أثبتت الصيغة العائلية نجاحها الكبير في أمتياز سوبرمان، أقترح المحرر جاك شيف لمبدع باتمان، بوب كين، بأن ينشئ واحدة لباتمان. تم أختيار أنثى في البداية، لتعويض الأتهامات التي أدلى بها فريدريك ويرثام بأن باتمان و (شخصية مصورة)|روبن الأصلي، ديك غرايسون، كانوا مثليين. ظهرت كاثي كين وشخصيتها المرأة الوطواط للمرة الأولى في ديتكتيف كومكس #233 (يوليو 1956). في العدد الأول من الشخصية، تم تقديم المرأة الوطواط كمنافسة أنثى بارعة لمكافحة الجريمة من باتمان:
«هناك باتمان واحد فقط! لقد قيلت لمرات عديدة وكان دائماً صحيحاً، لأنه لم ينافس أي شخص آخر باتمان كبطل للقانون، ولا يضاهي مهارته البهلوانية الرائعة، وحرصه العلمي، ومهاراته في التخفي ومهاراته التحريرية. ولكن الآن، في إحدى المفاجآت المشجعة بعد آخرى، يجد باتمان بأنه لديه منافسًا عظيمًا في فتاة غامضة فاتنة...المرأة الوطواط!»
زيها القتالي مثل باتمان، مع بعض الأختلافات. على سبيل المثال، كانت محتويات جعبتها في الواقع عبارة عن أسلحة خفية على هيئة لوازم نسائية نمطية مثل أحمر الشفاه، والماكياج، وأساور، ومشابك الشعر. ظهرت المرأة الوطواط بأنتظام في صفحات باتمان وديتيكتيف كوميكس خلال أوائل الستينيات. على الرغم من أن رسائل المشجعين تشير إلى أن المرأة الوطواط قد أصبحت شائعة لدى القراء، إلا أن المحرر جوليوس شوارتز أعتبر بأن البطلة، بالإضافة إلى شخصيات أخرى ذات صلة بباتمان، غير مناسبة للأتجاه الجديد الذي خطط له في أن يأخذ عالم باتمان. بعد تحديث «ديتيكتيف كوميكس» في عام 1964، تمت إزالة المرأة الوطواط من السلسلة. وتم أستبدالها بـفتاة الوطواط، باربرا غوردان، الجديدة مكانها، كالنظير الأنثوي لباتمان، تجاوزت البطلة الأصلية في شعبيتها. أثبتت فتاة الوطواط أيضًا بأنها أكثر ملاءمةً لفترتها الزمنية والنهج الواقعي الذي بدأته دي سي كوميكس في أختيار شخصياتها. وعلى عكس المرأة الوطواط، أستخدمت فتاة الوطواط باربرا حزام الأدوات ومختلف الأدوات المماثلة لباتمان، بالإضافة إلى كونها فنانة دفاع عن النفس ماهرة وتمتلك شهادة الدكتوراه في هويتها المدنية. على الرغم من طلبات القراء بإحياء المرأة الوطواط، في البداية هيئة التحرير في دي سي رفضت جلب الشخصية من التقاعد، بالنظر إلى حقيقة بأنها أنشئت خصيصاً لتكون حبيبة باتمان.

... كانت المرأة الوطواط وفتاة الوطواط هناك لأن الرومانسية بدت مطلوبة في حياة باتمان [و روبن]. ولكن بفضل التغيير الكبير والمحرر بعيد النظر، فإن هؤلاء النساء عديمات الفائدة قد ذهبن إلى الأبد. وحلت مكانهما فتاة محاربة جنائية، بعيدة كل البعد عن المرأة الوطواط التي كانت دائماً ما يتم إنقاذها من قبل باتمان.
ومع ذلك، مع إطلاق سلسلة كوميكس عائلة باتمان في عام 1975، واصل القراء طلب المرأة الوطواط للظهور في قصص جديدة.
أُعيدت المرأة الوطواط إلى عائلة باتمان #10 (1979) «الضيفة البطلة لفتاة الوطواط» عندما تخرج من التقاعد لتساعد الفتاة الوطواط في هزيمة كيلر موث وكافايليير. ومع ذلك، في ديتيكتيف كوميكس #485 (أغسطس-سبتمبر 1979)، تُقتل المرأة الوطواط من قبل عصبة القتلة (بمساعدة من النمر البرونزي)." في وقت لاحق صرح المحرر أونيل|دينيس اونيل في مقابلة: "لقد كان لدينا بالفعل«الفتاة الوطواط»، ولم نكن بحاجة إلى المرأة الوطواط. تميز هذا العدد بالمظهر النهائي للأرض-1 كاثي كين. ظهر إصدار الأرض-2 في بريف آند ذا بولد|الشجاعة والجرأة #182 (يناير 1982). تقاعدت كاثي كين من مكافحة الجريمة في العالم الذي تزوج به باتمان من المرأة القطة. خرجت من التقاعد لمساعدة روبن وباتمان من الأرض-1 في معركة Strange|هوغو سترينج من الأرض-2.
تمت أستعادة نسخة كاثي كين من المرأة الوطواط إلى الأستمرارية الحديثة من قبل الكاتب غرانت موريسون في تسلسلات الفلاش باك في مختلف الأعداد على العناوين ذات الصلة بباتمان، بشكل صريح في باتمان إنكوربوريتد # 4 (أغسطس 2011). يكشف هذا العدد عن أصل المرأة الوطواط الأصلي في أستمرارية دي سي|عالم دي سي الحالي؛ هي عمة بروس عن طريق الزواج. بعد أن كانت أرملة، قاتلت هي وبروس جنباً إلى جنب وعشقا بعض لبعض الوقت حتى ظهرت قتيلة. في ذلك الوقت، عملت على مضض كعضو في منظمة التجسس سبايرال، التي أستخدمتها للكشف عن هوية باتمان. كما تم الكشف عن والدها البيولوجي ليكون العالم  أوتو نيتز (دكتور ديدالوس). في عام 2013، في عدد باتمان إنكوربوريتد النهائي لمويسون، يكشف موريسون بعد ذلك بأن كاثي على قيد الحياة كقاتلة لسبايرال. ثم تقدم كاثي بعض المظاهر الزائلة في غرايسون (2014-2016)، ويشار إليها في المقام الأول بأسم العميل صفر. في غرايسون #8، خلال لقاء مشحون بين ديك غرايسون وممثل رئيس سبايرال ماينوس، تظهر كاثي لأغتياله.

### كيت كين (2006 إلى الوقت الحاضر)
السلسلة المحدودة الأزمة اللانهائية (2005)، التي كُتبت في تكملة لأزمة سلسلة-ماكسي أزمة على الأراضي اللانهائية 1985، غيرت أستمرارية دي سي كوميكس. في وقت لاحق، جميع عناوين الكوميكس التي نشرتها دي سي كوميكس تخطو إلى الأمام سنة واحدة وسلسلة ماكسي جديدة بعنوان 52 تؤرخ بأثر رجعي الأسابيع الـ52 التي تبعت الأزمة اللانهائية مباشرة. عندما دعا محررو دي سي لإعادة تصميم المرأة الوطواط، أستلهم الفنان روس|أليكس روس من زي الفتاة الوطواط المعدل الذي صممه لباربرا غوردان، قبل سبع سنوات من ظهور كيت كين البطلة الخارقة لأول مرة في سلسلة الكتب المصورة المحدودة 52. روس وكاتب الكوميكس باول ديني خططا في البداية لإحياء الفتاة الوطواط السابقة باربرا غوردون باستخدام نسخة محدثة من الزي الأصلي للشخصية، مع علامة حمراء بدلاً من الصفراء التقليدية. ومع ذلك، منذ أن خدمت باربرا غوردون كواحدة من عدد صغير جدًا من الأبطال الخارقين ذوي الإعاقة في دي سي كوميكس مثل أوراكل، قرر طاقم التحرير في دي سي تنشيط المرأة الوطواط الأصلية بدلاً من ذلك. في مقابلة مع نيوزاراما، يقول روس "كان لديهم أنا لتغيير القناع والشعر لجعله أكثر قليلاً من ناحية المرأة الوطواط، بدلاً من الفتاة الوطواط... أشرت لهم بأن القناع يجعلها تبدو مثل  قليلاً في العموم - ولكن لم يكن هناك الكثير من الخيارات، فالقناع الأصلي الذي كان لدي هناك عندما كان التصميم عبارة عن الفتاة الوطواط هو غطاء الرأس كامل الذي رأيناه، لذا فقد أحتاجوا إلى شيء مختلف عن ذلك."
على عكس كاثي كين العصر الفضي، التي كانت منجذبة رومانسيًا لباتمان، النسخة الجديدة من كين هي مثلية. تم الإعلان عن ميولها الجنسي في نفس الوقت الذي تم فيه الكشف عن الشخصية في ربيع عام 2006. ظهرت القصص على منافذ الأخبار التلفزيونية مثل سي أن أن, ومجلات الأخبار العامة مثل يو أس أي توداي ومجلات المثليين|الثقافة المثلية مثل آوت. قدمت كاثرين «كيت» كين الحديثة أول ظهور لها في الكوميكس في العدد #7 من سلسلة-ماكسي 52 (2006), حيث كشفت كين بأنها كانت على علاقة عاطفية مع رينيه مونتويا (أعيدت أيضاً كمثلية في غوثام سنترال عام 2006)، وهي محققة شرطة مدينة غوثام السابقة (التي تأخذ فيما بعد رداء كويستشن بعد وفاة البطل الأصلي). عندما سئل عن القرار التحريري لجعل المرأة الوطواط شخصية مثلية الجنس في مقابلة مع ويزارد للترفيه، صرح نائب رئيس دي سي كوميكس ورئيس التحرير التنفيذي دان ديديو «كانت نتيجة المحادثات التي أجريناها لتوسيع عالم دي سي، للنظر في مستويات. لقد أردنا أن نكون فريقًا أكثر تأملاً بكثير لمجتمع اليوم وحتى القاعدة الجماهيرية اليوم. أحد الأسباب التي جعلناها مثلية الجنس هي تلك، مرة أخرى عندما تكون لديك عائلة باتمان - وهي سلسلة من الشخصيات التي لا تمتلك قوى خارقة وتعمل وتسكن في نفس الدائرة ونفس المدينة، فأنت تريد حقًا أن يكون لديك نقطة تباين، فقد كان من المهم جدًا بالنسبة لي التأكد من أن كل شخصية تشعر بأنها فريدة من نوعها.»
جمع التوجه الجنسي في المرأة الوطواط في البداية مراجعات مختلطة، بدءاً من المديح إلى الغضب. ويؤكد أحد المراجعين في «آوت» بأن «المرأة الوطواط ستكون أعلى الأبطال المثليين في مجال الشخصية المثالية التي تنشر في صفحات دي سي كوميكس.» على الرغم من أن العديد من منظمات حقوق المثليين مثل غلاد أشادت بدي سي كوميكس لمحاولة تنويع شخصياتهم، فقد لاحظ البعض بأن المرأة الوطواط ليست أول شخصية مثلية أو سحاقية تظهر في الكتب المصورة، ولا هي السحاقية الوحيدة التي ترتبط بسلسلة باتمان.
في الهوية المدنية للشخصية كاجتماعية، تعرف كاثرين كين واين|بروس واين وهي صديقة مع طبيب يدعى مالوري. وقد تم تقديمها على أنها ذات بشرة بيضاء خزفية، وتملك العديد من الوشوم، ونمط ملابس يُعرَّف بأسم «بانك-سايكوبيلي-غوث» في شخصيتها المدنية. الشخصية هي أيضا يهودية، وتحتفل  مع رينيه مونتويا خلال أحداث 52. والدها هو عقيد سابق وفي ديتيكتيف كوميكس #854، يقال بأنها أبنة عم بيتي «فلامبيرد» كين. كيت الأصغر سناً لديها أيضاً زوجة أب تسمى كاثرين كين، مما يجعل كاثرين عمة بيت. في عام 2008 في نيويورك كوميك كون، تم الإعلان عن أن المرأة الوطواط ستكون من بين الشخصيات التي تظهر في كوميكس جديد من العدالة|فرقة العدالة من تأليف جيمس روبنسون. في تلك السنة، تولت المرأة الوطواط لفترة وجيزة كشخصية رائدة في ديتيكتيف كوميكس، بدءاً من  #854. مع قول دي سي في 2009 في نيويورك كوميكس كون بأنها ستكون أعلى الأبطال الخارقين مثليي الجنس في دي سي كوميكس. ستقدم ديتيكتيف كوميكس # 854 أليس، الشريرة الجديدة لكيت التي كشفت أيضاً بأنها أختها التوأم، إليزابيث كين.
من عام 2010, بدأت الشخصية تظهر في سلسلة بعنوان المرأة الوطواط. بعد إصدار «صفر» تمهيدي في عام 2010، تم إطلاق السلسلة بالكامل في عام 2011 مع المرأة الوطواط # 1 إلى جانب ترقيم دي سي للعناوين على مستوى الشركة في ذلك العام. اختار الكاتبان ج.هـ. ويليامز III وو. هادن بلاك مان توسيع دعم كيت سواء من حيث عائلتها (آل كين، بما في ذلك إليزابيث، وبيتي، وأقارب آخرين)، و «عائلة باتمان» التي ترتبط بها بشكل أكثر. كان العدد السابع عشر أيضًا علامة بارزة لأنها عرضت اقتراح كيت لصديقتها ماغي سوير.
في سبتمبر 2013، شارك في تأليف الكتاب ج.هـ. أعلن ويليامز وو. هادن بلاكمان بأنهما سيتركان المرأة الوطواط بعد إصدار ديسمبر بسبب نزاعات مع دي سي حول الوقائع المنظورة. ولاحظوا بأنه لم يكن مسموحًا لهم بتوسيع قصة كيلر كروك الخلفية أو الأحتفاظ بنهايتهم الأصلية أو إظهار زواج كيت وماجي. يأتي هذا الإعلان في أعقاب إعلان فبراير 2013 بأن المرأة الوطواط #17 ستعرض الاقتراح بين كيت وماجي. أعلنت دي سي كوميكس بأن المرأة الوطواط لا يمكن لها أن تتزوج لأن «الأبطال لا ينبغي أن تكون لهم حياة شخصية سعيدة».
في ديسمبر 2014، تم الإعلان عن إلغاء السلسلة في شهر مارس في العدد 40، إلى جانب أثني عشر سلسلة أخرى.
في عام 2016، أُعلن بأن المرأة الوطواط ستكون واحدة من الشخصيات الرائدة في دي سي كوميكس ريبريث تجديد ديتيكتيف كوميكس، والتي عادت إلى ترقيمها الأصلي مع الإصدار #934.

## السيرة الذاتية للشخصية الخيالية

### كاثي كين
في الأستمرارية الأصلية قبل الأزمة، تقرر كاثي كين، وهي وريثة ثرية في مدينة غوثام وفنانة سابقة في السيرك، تستخدم مهاراتها ومواردها لتصبح مقاتلة متمردة. هذا هو جزء من الإيثار لجذب الأنتباه الرومانسي لباتمان. خلال العصر الفضي للكوميكس، كانت المرأة الوطواط تشترك في بعض الأحيان في قصص باتمان المنشورة من عام 1956 إلى عام 1964. بينما كان باتمان يرغب في أن تتقاعد كين من مكافحة الجريمة بسبب الأخطار، تبقى حليفته، حتى عندما أصبحت مؤقتًا نسخة جديدة من المرأة القطة. في عام 1961، أنضمت المرأة الوطواط من قبل أبنة أختها بيتي كين، و فتاة الوطواط. كانت كاثي وبيتي مهتمتين رومانسياً في باتمان وروبن، على التوالي. يبدو بأن غرايسون|روبن يعود لمحبّة فتاة الوطواط، بينما بقي باتمان بمعزل. في عام 1964، أسقطت دي سي المرأة الوطواط، بالإضافة إلى فتاة الوطواط و أيس الكلب-الوطواط و بات-مايت من عناوين باتمان، التي كانت تخضع لعملية تجديد في إطار محرر يوليوس شوارتز الذي قضى على العديد من عناصر العلمي|الخيال العلمي التي قُدمت في الخمسينيات. ومع ذلك، تستمر المرأة الوطواط في الظهور في القصص المنشورة خلال السنوات القليلة القادمة في كتاب-الفريق باتمان-سوبرمان أجمل عالم. تعود هذه الشخصية إلى الظهور في أواخر السبعينيات من القرن الماضي، حيث ظهرت في سلسلة قصص الأطفال في عائلة باتمان ومحاربو الحرية، وكثيراً ما كانت تحارب الجريمة إلى جانب باربرا غوردون، التي أصبحت فتاة الوطواط الجديدة. في قصة تصور المرأة الوطواط كمتقاعدة، تصبح مالكة سيرك، وتحتفظ به حتى تقتلها عصبة القتلة و البرونزي|النمر البرونزي المغسول دماغه.
خلال هذه الفترة، بدأت دي سي بشكل كبير باستخدام جهاز سرد قصص الكون المتعدد والذي يفترض أن أقدم قصص الناشر (من العصر الذهبي للقصص المصورة) جرت في العالم الموازي للأرض-2. زارت دي سي مفهوم المرأة الوطواط الأقدم في الشجاع والجريء #182 (1982)، في قصة بعنوان «فترة فاصلة على الأرض-2». في هذه القصة، والتي تتميز بأرض ما قبل الأزمة حيث يأتي أحد نسخ باتمان إلى الأرض-2 لمحاربة هوغو سترينج من الأرض-2 جنباً إلى جنب مع ديك غرايسون (روبن) الكبير من الأرض-2، يتم تصوير المرأة الوطواط بأنها في منتصف العمر وما زالت في حب المفوض المتوفى حالياً بروس واين من الأرض-2. في وقت لاحق، أدى أختتام أزمة عام 2005 التي طرحها الناشر في أزمة في الأراضي اللانهائية إلى تغيير أستمرارية عالم دي سي، مما أدى بالتالي إلى تغيير تاريخ شخصية المرأة الوطواط وفتاة-الوطواط. في الأستمرارية الجديدة، كانت كاثي كين موجودة بالفعل، على الرغم من أنه تم محو شخصيتها مثل المرأة الوطواط. لم تكن «فتاة-الوطواط» موجودة أبداً، ولكن تم إدخال شخصية خارقة تدعى فلامبيرد (Flamebird) كانت تحمل زيًا مشابهًا إلى حد ما وأسمًا مشابهًا هو «بيتي كين».
على الرغم من محو كل من كاثي كين والمرأة الوطواط وبيتي كين كفتاة الوطواط، كانت هناك إشارات إلى كل من البطلات في منشورات ما بعد الأزمة. في مور|ألان مور باتمان: النكتة القاتلة، يحدق باتمان في إحدى الصور التي تصور الفتاة-الوطواط والمرأة الوطواط وأيس الكلب-الوطواط وبات-مايت، وهي شخصيات لم تكن موجودة في الأستمرارية في ذلك الوقت. في كوكب كريبتون #1, التي كانت جزءًا من قصة المملكة، شبح هايبرتايم من المرأة الوطواط يطارد مطعم كوكب كريبتون. يعترف باتمان لفترة وجيزة بأنها «كاثي»، ولكن سرعان ما ينكر معرفتها. كاثي، بلا هويتها المرأة الوطواط، كما أشير في عدد قليل من المنشورات ما بعد الأزمة. وفقاً لموسوعة دي سي كوميكس: الدليل النهائي لشخصيات عالم دي سي (2004)، وصفت كاثي بأنها مالكة سابقة لسيرك ثرية ساخرة كانت قد ورثت ثروة والدها، وبعد ذلك أصبحت تعرف بروس واين كأعضاء بارزين في مجتمع غوثام. أصبحت في نهاية المطاف حليفة باتمان في قتال الجريمة، على الرغم من أنها لم تستخدم أسم المرأة الوطواط. تشرح مدخل الموسوعة بأنها أشترت في النهاية السيرك وقُتلت من قبل عضو في عصبة القتلة. ومع ذلك، لم يكن النمر البرونزي هو قاتلها. تم أستدعاء جريمة قتلها مرة أخرى في الأنتحارية|الفرقة الأنتحارية #38. خلال سلسلة بيست بوي، حاولت فلامبيرد إرسال كفالة مالية لبيست بوي بمال «تم أقتراضه من العمة كاثي». كما ذكرت فلامبيرد بأن «العمة كاثي في غوثام» في مراهقوا التايتنز #39.
سمح إدخال كيت كين كالمرأة الوطواط الجديدة بعد أحداث تغيير مستمر في الأزمة اللانهائية في عام 2005 للشركة بإعادة النظر في عناصر شخصية كاثي كين التي أبتعدت عنها بعد أزمة على الأراضي اللانهائية. أعلن كاتب باتمان غرانت موريسون صراحةً بأن يعامل تاريخ نشر باتمان بأكمله كخلفية له. في ديتيكتيف كوميكس #824 (2006)، يشير (شخصية مصورة)|البطريق إلى كيت كين بأعتبارها المرأة الوطواط الجديدة، مما يعني للمرة الأولى منذ عام 1985 بأن هناك مرأة وطواط في وقت سابق. في وقت لاحق تظهر كاثي في قصة الفلاش باك في باتمان #682 (2009)، في لوحة تظهر باتمان يقبل المرأة الوطواط الأصلية، مع إظهار روبن عدم ثقته بها وبفتاة الوطواط. في هذه القصة، يشار إلى كاثي بأسم «كاتي» كين. في باتمان #686، يذكر رئيس الخدم بيني وورث|ألفريد لباتمان بأن بروس واين كان ذات يوم عاطفياً مع كاثي.
أختار غرانت موريسون في وقت لاحق إعادة تصميم كاثي كين في عام 2011 بشكل كبير لسلسلة باتمان إنكوربوريتد. وقد ثبت بأن كاثي كين ولدت كاثرين ويب، وأنها كانت مديرة مستقل|أفلام مستقلة قبل أن تتزوج من مليونير يدعى ناثان كين، أبن رودريك وإليزابيث كين وشقيق مارثا (كين) واين، والدة بروس واين. كان ناثان وكاثي يحبان بعضهما البعض، وكان ناثان الذي أنتهى به الأمر يشتري سيرك كاثي كهدية عيد ميلاد. بعد وفاة ناثان المفاجئة، تقترب كاثي من شاب يعرف فقط بأسم العميل-33، الذي جندها في منظمة تجسس سرية تدعى سبايرال. وكجزء من مهمتها الأولى، كُلفت كاثي بمتابعة باتمان وأكتشاف هويته الحقيقية. أرتدت تغيُّرًا نسائيًا من زي باتمان من أجل جذب أنتباهه، وشرعت في مسيرتها المهنية كمحاربة للجريمة بالملابس أثناء محاولتها الأقتراب من باتمان. نجحت خطتها ولكن وقع الأثنان في حب بعضهما البعض، على الرغم من أن كاثي هي عمة واين بشكل قانوني. ونتيجة لذلك، رفضت الكشف عن هويته لرؤسائها في سبايرال. في وقت لاحق، تواجه كاثي من قبل رئيس سبايرال، وهو خارق|شرير نازي يدعى الدكتور ديدالوس (أوتو نيتز) الذي أدعى بأنه والدها الحقيقي وهدد بفضحها إلى باتمان إلا إذا واصلت مهمتها. تحطمت، قطعت علاقتها مع بروس من أجل إنقاذه من خطة ديدالوس. في الوقت الحاضر، يتم إخبار باتمان وحارس الجنوبية|أمريكا الجنوبية إل غاوتشو من قبل الشريرة سكوربيانا بأن إل غاوتشو كان مسؤولاً عن قتل كاثي، حيث كان في الأصل العميل-33 قبل أن يصبح بطلًا خارقًا. يخبر باتمان إل غاوتشو بأن سكوربيانا ربما كاتنت تكذب منذ أن قُتلت كاثي من قبل عصبة القتلة، لكن غاوتشو يدعي بأن هناك بعض الحقيقة في أتهاماتها، وأن باتمان لن يفهم. في شوت (قصص مصورة)|الون-شوت باتمان إنكوربوريتيد: هجمات لفياتان، تم عرض طلاب مركز تدريب قاتل يتنكر في مدرسة سانت هادريان للبنات في إنكلترا وهم يرتدون تنويعات من زي كاثي المرأة الوطواط، مع أستبدال الأقنعة الأصلية بالجماجم. في وقت لاحق، تبين بأن هؤلاء النساء عملاء شركة سبايرال، مكرسين لمطاردة تاليا الغول، التي تنظم منظمة لفياتان الحرب مع باتمان. تظهر كاثي على قيد الحياة في العدد الختامي لباتمان إنكوربوريتد، حيث تقوم بإطلاق النار على تاليا الغول لترديها ميتة في كهف الوطواط. وتعرّف نفسها على أنها مديرة مدرسة سانت هادريان وطلبت من باتمان عدم البحث عنها، وهي تشكر باتمان على قيادة تاليا لشركها وتقريرها إلى مقر سبيرال بأن أحد المجرمين الدوليين قد قُتل.
في وقت لاحق، عندما يزيف ديك غرايسون وفاته ويذهب إلى العمل لصالح سبايرال، يعمل تحت إشراف السيد ماينوس، الذي يتعرض للأغتيال أثناء مواجهة متوترة مع ديك بواسطة كيت، التي يتم تحديدها بأعتبارها العميل صفر الحالي؛ هي الرأس الحقيقي لسبايرال. عندما يحاول ديك ترك المنظمة، فإنه يعلم بأنه لا يستطيع بسبب الـ«هايبونس» المزروع في دماغه والذي يسمح له بتنويم الآخرين وإخفاء مظهره، ولكنه يسمح أيضًا لسبايرال بمراقبته دائمًا. كاثي، الوجه المتخفي من قبل هايبونس، تتبع ديك إلى غوثام وتخبره بأن يأخذ اليوم لتوديع أصدقائه لكنه لا يستطيع ترك سبايرال. يسافر إلى مدينة غوثام ويكشف بأنه حي لروبن، روبن الأحمر، الحمراء|القلنسوة الحمراء وفتاة الوطواط، ويتواصل معهم برمز سري. وبناءً على أوامر ديك، قاموا بأختراق سبايرال هايبنوس حتى يتمكن ديك من رؤية الوجه الحقيقي للعميل صفر في اللقاء التالي. تكشف هايبونس لديك هوية العميل صفر، ولكن ليس أسم كاثي. ويستسلم الأسم البديل لوكا نتز، أسم الميلاد لكاثي. تم الكشف لاحقاً أن أسمها الكامل هو كاترينا «لوكا» نتز وأن لها علاقة عدائية مع شقيقتها، فراو نتز (إليزابيث نتز).

### كيت كين

#### الأصول والمهنة المبكرة
في 52 #7، قدمت كيت كين (على الرغم من أنها يشار إليها بأسم كاثي في عدة مناسبات). لم يتم تقديم أي عناوين للأصل لكيت كين؛ ويتم تقديم قصة خلفيتها الخيالية في ديتيكتيف كوميكس من خلال أستخدام المعرض وذكريات الماضي. في طفولتهما المبكرة، كانت كاثرين ريبيكا «كيت» كين وأختها إليزابيث «بيث» كين توأمان متطابقتان وقاربتا بعضهما البعض. في عيد ميلادهما الثاني عشر، لم يتمكن والدهم العسكري من العودة إلى البيت، حتى أخذتهما أمهما، غابرييل «غابي» كين، إلى مطعم مكلف للشوكولاتة والفطائر، طبقهم المفضل. في الطريق إلى المطعم، هاجمت مجموعة من المسلحين العائلة وأحتجزتهم كرهائن، مما أسفر عن مقتل حارسهم الشخصي في هذه العملية. بعد أن يعلم بأختطاف عائلته، يقود العقيد جاكوب «جيك» كين مهمة إنقاذ أسرته والتي تنتهي بمقتل والدة كيت، ويبدو بأن بيث قد قُتلت بعد أن حوصرت في تبادل لإطلاق النار بين الخاطفين والجنود. بعد سنوات، تزوج جيك من كاترين هاملتون كين. تنضم كيت إلى الأكاديمية العسكرية الأمريكية، وست بوينت، حيث تحصل على درجات ورتب ممتازة في أعلى صفها. ومع ذلك، عندما يُزعم بأنها في علاقة مثلية مع طالبة أُخرى، يطلب منها قائدها أن تتنصل من الأدعاء. وتخبره كيت بأنها ترفض الكذب وأنتهاك دستور الأكاديمية، فتعترف بأنها سحاقية وتُرغم على ترك المدرسة. عندما تواجه والدها بهذه الأخبار، يؤيدها ويؤكد بأنها أيدت شرفها ونزاهتها. ثم تنتقل إلى مدينة غوثام حيث تذهب إلى الكلية وتتبع نمط حياة بري أجتماعي يتكون من الحفلات والوشوم. يتم سحب كيت في نهاية المطاف لتسريعها من قبل الشابة رينيه مونتويا، التي كانت مجرد شرطي مرور في هذه المرحلة. موعدان لعدة أشهر وتفكك بعد مشاجرة حيث كيت تنعف رينيه لإبقاء حياتها الجنسية مخفية عن زملائها وعائلتها. بعد أن أعربت رينيه عن قلقها بشأن أفتقار كيت لأتجاهها، عندما كشفت بأنها لا تحضر الكلية. أثناء محاولة الأتصال برينيه والأعتذار عن سلوكها، تتعرض كيت للأعتداء من قبل أحد السارقين الذي كان يريد محفظتها وهاتفها الخلوي. وبأستخدام تدريبها العسكري، تمتكن كيت بهزيمته بسهولة بمجرد وصول باتمان ومساعدتها. وتظهر بعد ذلك تركز أهتمامها إشارة-الوطواط بينما يغادر باتمان المشهد.
ملهمة من لقائها مع باتمان، تبدأ كيت في مكافحة الجريمة باستخدام الدروع العسكرية والأسلحة المسروقة من القاعدة العسكرية التي يعمل بها والدها. بعد أن واجهت من قبل جاك، تقبل كيت عرضه للمساعدة وتبدأ بالتدريب المكثف لسنتين في جميع أنحاء العالم مع والدها وأصدقائه من العساكر. عند عودتها إلى غوثام، تكتشف كيت بأن والدها قد صنع وطواط خاصة لها، جنباً إلى جنب مع ترسانة من الأسلحة التجريبية على أساس أسلحة باتمان المعروفة ومخبأة في منزل كين. أول إشارة إلى المرأة الوطواط هو حديث (شخصية مصورة)|البطريق في ديتيكتيف كوميكس #824, والذي يقترح لباتمان تقديم موعد أفتتاح ناديه، يسأل، «لماذا لا تجلب هذه المرأة الوطواط الجديدة؟ أسمع أنها نوعاً ما ساخنة.» في 52 #7 (2006) تم تقديم المرأة الوطواط الجديدة. وتكشف كين عن مشاركتها الحميمية مع المخبرة السابقة في شرطة مدينة غوثام رينيه مونتويا وهي وريثة لأحد أكثر العائلات ثراءً في غوثام، حيث تمتلك تلك العائلات ما لا تملتكه عائلة واين. في ظهورها الثالث في العدد #11 من 52 بعنوان «بداية المرأة الوطواط,» تساعد كين مونتويا وشريكها ذا كواستشن في لغز يدور حول مستودع تملكه عائلة كين. عندما تتم مهاجمة مونتويا وذا كواستشن في وقت لاحق من قبل التوابع التي يقودهم ويسبر آداير، تتدخل كين كالمرأة الوطواط وتنقذهما.
في 52 #28 (2006), بعد أن علمت مونتويا أن «كتاب الجريمة»، وهو نص مقدس من الأنترغانغ، يحتوي على نبوءة تنبئ بالقتل الوحشي لـ«ابنة كين المسماة مرتين»، تعود هي وذا كواستشن إلى غوثام، وتوحد القوى مع المرأة الوطواط في العدد #30 من أجل تجنب خطط الأنترغانغ. تظهر المرأة الوطواط في وقت لاحق في قصة كتبها جريج روكا عن عطلة ديسي اللانهائية الخاصة (2006). ومع أستمرار المرأة الوطواط في العدد، أنضم إليها جناح الليل، الذي عاد مؤخرًا إلى غوثام ويصبح مفتونًا بها. في ليلة عيد الميلاد، يعطيها  'الرسمي'. وأيضاً تحتفل  مع رينيه، ويُقبل الأثنان بعضهما قبل عيد الميلاد بقليل. قدمت هذه القصة بعض خلفية كين، بما في ذلك حقيقة بأنها يهودية. في العدد #48 من 52 (2007), عندما أدرك الإنترغانغ بأن صورة المرأة الوطواط في الكتاب المقدس للجريمة و «ابنة كين المسماة مرتين» كانت واحدة ونفسها، قاموا بنهب شقة كين وخطفوها بنية التضحية بها. وصلت مونتويا متأخرة جداً لإيقاف الطقوس، وإيجاد كيت ملزمة ومكملة بالمذبح بينما يغرس الرسول برونو مانهايم سكيناً في قلبها. في المواجهة التي تلت ذلك، تقوم المرأة الوطواط المحررة بسحب السكين من صدرها لطعن مانهايم، ثم تنهار في ذراعي رينيه. وقد نجت من جروحها بعد أن أوقفت رينيه النزيف في الوقت المناسب، ومع تعافيها في شقتها، تضيء رينيه، المتخفية كذا كويستشن الجديد، إشارة الوطواط في شقتها وتسألها «هل أنتِ مستعدة?»

#### 2007-2009:العد التنازلي,الأزمة النهائية
في وقت لاحق تظهر المرأة الوطواط في العدد أنين وخمسين من سلسلة العد التنازلي الأسبوعية، تهدف إلى العمل كمقدمة لحدث تقاطع صيف دي سي في العام التالي. تظهر المرأة الوطواط في العد التنازلي #39 (2007), بعد أن يواجه ذا كويستشن تريكستر و بايد بايبر، بعد أن تتبعهم من آيسبيرغ|صالة آيسبيرغ الخاصة بالبطريق. المرأة الوطواط أيضاً تجعل لها ظهوراً في السلسلة المصغرة كتاب الجريمة المقدس: الدروس الخمسة للدم (2007) جنباُ إلى جنب مع ذا كويستشن. شوهدت المرأة الوطواط مرة أخرى في الصفحة الأخيرة من الأزمة النهائية #3 لغرانت موريسون (2008)، بعد شهر واحد من إصدار معادلة مضاد-الحياة، كـأنثى فيوري الجديدة إلى جانب المعجزة|المرأة المعجزة و القطة|المرأة القطة و جيغانتا. زيها يشبه فيوري الميت ماد هاريت. وينظر إليها أيضاً في الأزمة النهائية: الوحي #3 تُهاجم ذا كويستشن بعد أن تُصاب بمعادلة مضاد-الحياة.

#### 2009-2010: ديتيكتيف كوميكسميزة القيادة
في أعقاب أحداث الأزمة النهائية والمعركة من أجل المخلب، التي يفترض بأن بروس واين قد مات فيها وأستبدله ديك غرايسون، أصبحت كيت صاحبة القيادة في ديتيكتيف كوميكس من العدد 854 إلى 863. في القصة الأولى، بعنوان «إليجي»، ينظر للمرأة الوطواط  تحقق في وصول زعيم جديد من دين الجريمة إلى غوثام. تتقابل مع باتمان لفترة وجيزة (يتم تركها محتارة سواء أكان ذلك عن قصد أم لا في هوية باتمان هل هو ديك غرايسون أو بروس واين) لمناقشة النتائج التي توصلت إليها. تظهر كيت معرفة أكبر بدين الجريمة، وتصحح لباتمان بقولها هناك 13 وليس 12 فرنًا في دين غوثام. يعترف باتمان بالقضية لها، ويعلق على طول شعرها (على الرغم من لوحات على الصفحة نفسها تكشف عن شعر مستعار أحمر طويل يخفي شعرها الفعلي، القصير). كما يتم الكشف عن جوانب حياتها الشخصية، بما في ذلك علاقتها مع والدها العقيد السابق؛ الذي يعمل كحليف للمرأة الوطواط، الذي تخاطبه بـ«سيدي». كما أثرت سلالة نشاطها في وقت متأخر من الليل على علاقاتها الرومانسية. تفسر صديقتها تأخرها وغيابها ليلاً كجهة أتصال جانبية مع امرأة أخرى. وهي تفسد العلاقة لأنها تعتقد بأن كيت ليست مستعدة للألتزام بعلاقة حصرية. ويشار أيضاً إلى حادثة مؤلمة سابقة تدعي بأنها ما زالت تطاردها. كما وصفت التجربة بشكل غامض، يظهر وجهها متراكبًا على الصفحة فوق فتاة مقيدة بكيس فوق رأسها. ثم تعقبت في وقت لاحق الزعيم الجديد لدين الجريمة: امرأة متوترة تدعى أليس. على مدار النزاع الذي ينشأ، تلاحظ المرأة الوطواط بأن أليس تتحدث فقط في أقتباسات من لويس كارول، معتقدة بأنها أليس ليدل. تنكر أليس أرتباطها بـ ماد هاتر.
أثناء حضور أحد الحفلات لقسم شرطة غوثام، تلتقي كيت وتغازل المحققة ماجي سوير، وتجري إلى أبنة عمها بيتي كين (المعروفة كعضو التايتنز|مراهقو التايتنز  فليمبيرد). يبدو بأن كيت غير مدركة لأنشطة أبنة عمها الخاصة، وتؤذي دون قصد مشاعرها عندما تقاطعها في منتصف المحادثة للإجابة على هاتفها الخلوي. بينما ترقص كيت مع ماجي، تكتشف كيت بأن أليس أختطفت والدها وخططت لتدمير غوثام بنشر مادة كيميائية مميتة محمولة جواً بطائرة مخطوفة، وبالتالي نجحت حيث فشلت مانهايم. تقوم المرأة الوطواط بانزال الطائرة وهزيمة مرؤوسي أليس، وفي النهاية توقف المؤامرة وتنقذ والدها في هذه العملية. ومع ذلك، تُلقى أليس عن غير قصد من الطائرة، إلا أن يتم القبض عليها من قبل المرأة الوطواط. ثم صدمتها أليس بقولها بأن المرأة الوطواط لديها «عيون أبينا»، فيما يبدو بأنها كانت في الواقع بيث شقيقة كيت (التي يعتقد بأنها قُتلت منذ سنوات). وبتفاجأ المرأة الوطواط من الوحي، تطعنها أليس في رسغها بسكين. وتضطر المرأة الوطواط بالإفراج عنها من قبضتها، وإرسال أليس إلى زوالها الظاهري في النهر أدناه.
في أعقاب هذا الأكتشاف كيت تغلق على نفسها في مختبر الجريمة وتحاول أن تتصالح مع ما حدث، في حين تناضل الشرطة عبثاً للعثور على أي أثر لجثة أليس. هذه المشاهد صورت بين العديد من تسلسل الفلاش باك التي تضم أكثر من عدد. في جميع أنحاءها، يتم عرض فترة طفولتها التي تصورأختطاف كيت وشقيقتها التوأم بيث وأمهما. بينما كان والد كيت قادر على إنقاذها، يبدو كما لو أن كل من شقيقتها ووالدتها قد قتلا بحلول الوقت الذي يصل فيه.
تظهر المرأة الوطواط في السلسلة القصيرة صرخة من أجل العدالة، وهي عبارة عن إعداد جديد جاري لعنوان فرقة العدالة. عندما تنقسم العدالة|فرقة العدالة الأمريكية بعد وفاة بروس واين والمواجهة الكارثية مع حكومة الظل، يقود الأخضر|الفانوس الأخضر جوردان|هال جوردان مجموعة من الأبطال الخارقين إلى غوثام من أجل تعقب خارق|الشرير الخارق المعروف بأسم بروميثيوس. تظهر كيت تُطارد الأبطال من أسطح المنازل بعد مواجهة كلاي فايس. بعد ذلك، تتصل المرأة الوطواط بكلتا الفرقتين في برج مراقبة فرقة العدالة، لإبلاغهما بأنها واجهت وتعاملت مع الشريرة ديلورز وينترز، التي أنهارت بشكل غامض وماتت على الفور عندما كانت على وشك أن تحتجزها. يطلب الأبطال من كيت أن تحضر الجثة إليهم، ولكنها ترفض، وتقول لهم بإنها مشغولة للغاية بسبب سلسلة من الأنتفاضات الإجرامية التي تحدث في غوثام. ثم يتم إرسال (قصص مصورة)|فايرستورم لأستعادة الجثة من كيت وإحضارها إلى الفريق، الذين يكتشفون بأن دولوريس قد أُجبرت على القتال عن طريق جهاز التحكم بالعقل. في مقالة نصية مدرجة في فرقة العدالة: صرخة من أجل العدالة #6، كشف الكاتب جيمس روبنسون بأن المرأة الوطواط كانت من المفترض في البداية أن تكون جزءًا من التشكيلة الجديدة لفرقة العدالة، لكن هذه الخطة أنهارت بعد أن تم أختصار صرخة من أجل العدالة إلى سلسلة قصيرة بدلاً من عنوان مستمر. هذا ما يفسر سبب وجود المرأة الوطواط على غلاف العدد الأول، ولماذا قيل في البداية بأنها عضو في الفريق عندما تم الإعلان عن الكتاب لأول مرة.
في وقت لاحق، تظهر كيت كجزء من باتمان وروبن: فارس الظلمة. تُخطف المرأة الوطواط من قبل طائفة وتُقتاد إلى لندن من أجل التضحية بها مرة أخرى. وتُختم داخل تابوت وتؤخذ تحت الأرض إلى آخر حفرة لازاروس لكي تبدأ الطقوس. يتم أنقاذها في الوقت المناسب من ديك غرايسون والأبطال الخارقين البريطانيين نايت وسكواير. بعد أن علمت أن غرايسون يخطط لوضع جثة بروس واين في الحفرة من أجل إحيائه، فإن كيت تحتج بشدة، لكنه ببساطة يتجاهلها. صحت تحذيرات كيت، بروس (في الواقع أستنساخ مجنون خلق من قبل داركسايد) يخرج من الحفرة ويهاجم الأبطال. بينما تدور المعركة، تقوم الطائفة الذين خطفوا كيت بتفجير المتفجرات المحيطة بالبيت، مما يتسبب في تحطم البيت. ويكتشف غرايسون بأن كيت، مدفونة على قيد الحياة وبإصابة قوية في العمود الفقري والساقين، وحاول مساعدتها. تلتئم جراح كيت بعد وضعها داخل الحفرة، وتعود إلى غوثام مع الآخرين. قبل مغادرتها للعودة إلى منزلها، يتغازل غرايسون مع كيت بإخبارها بأنه لديه شيء لمقاتلي الجريمة ذوي الشعر الأحمر (إشارة إلى أهتماماته السابقة في الحب، مع باربرا غوردون وستارفاير)، على ما يبدو غير مدرك لحياة كيت الجنسية.
كما تبدأ المرأة الوطواط بملاحقة قاتل متسلسل مخبول يعرف بأسم «كتر»، والذي كان يختطف النساء الشابات ويقطع أجزاء من وجوههن من أجل خلق المرأة المثالية. وفي النهاية قام بأختطاف «بيتي»، لكن «كيت» تتعقب القاتل إلى مخبأه وتهاجمه. خلال المعركة، تكشف المرأة الوطواط هويتها إلى بيتي عندما ذكرت مهنتها في مجال كرة المضرب، وفي أعقاب ذلك، شوهدت بيتي في ملابس فلامبيرد، وقالت إنها تريد أن تكون شريكًا جديدًا لكيت.

#### 2010 - 2015: سلسلة 52 الجديدة بعنوانها
في عام 2010، أعلنت دي سي بأن المرأة الوطواط ستلعب دور البطولة في سلسلة للفنان ج. هـ. وليامس الثالث، الذي شارك في كتابة المسلسل مع الكاتب هادن بلاكمان. وستساهم الفنانة إيمي ريدر هادلي أيضًا بالفن الذي يتناوب مع قصة وليامز. تم إصدار السلسلة «العدد صفر» التمهيدية في 24 نوفمبر 2010. كان من المقرر أصلاً إطلاق المرأة الوطواط #1 في فبراير 2011، ثم تأخر حتى الربيع. في أوائل مارس تم الإعلان عن أن المرأة الوطواط #1 سيطلق في وقت ما في خريف عام 2011، كجزء من كون دي سي 52 الجديدة. في سبتمبر / أيلول 2013، أعلن ج. هـ. وليامس الثالث بأنه انسحب مع بلاكمان من السلسلة بعد أن أدعى وجود أختلاف أبداعي مع المنتجين، مشيرين إلى تغيير مفاجئ لعدم السماح للمرأة الوطواط بالزواج من شريكتها كما كان يخطط ويليامز وبلاكمان.
في أستمرارية كون دي سي الـ 52 الجديدة الذي أعيد تشغيله، تظهر المرأة الوطواط كعضو في فريق أبطال من الإناث تم إنشاؤها من قبل المرأة المعجزة لصد غزو زائف من واشنطن العاصمة كان العقل المدبر المعلم إيفو. بعد أنتهاء المعركة، تسأل كيت «المرأة المعجزة» إذا أرادت أن تصطحب كيت والبطلات الأخريات إلى حانة للأحتفال، لكن المرأة المعجزة ترفض بأدب من أجل حضور حفل تخرج صديقتها القديمة، فانيسا كاباتليس.
في باتمان إنك. تظهر المرأة الوطواط في وقت لاحق أثناء تعقب رجل عصابة يدعى جوني فالنتين، المطلوب لصلته بقتل ثلاثة من مشاة البحرية. وتتعقبه في سيرك محلي، وهو نفس السيرك التي كانت تملكه سابقاً كاثي كين. أثناء مطاردة فالنتين عبر منزل مسكون، تتعرض لهجوم من قبل ما يبدو بأنه شبح كاثي. تتصارع المرأة الوطواط في النهاية مع «الشبح»، الذي لا يكشف عن كونه أكثر من قاتلة أنثى شقراء ترتدي شعر مستعار ونسخة طبق الأصل من زي كاثي. تدرك كيت أنها تعرف بالقاتل، وتطلب من والدها إجراء فحص للتعرف على الوجه. بينما تقوم كيت بتقييد مهاجمها، يكشف والدها بأن فالنتين متصل بشخصية تعمل خارج أمريكا الجنوبية، وتروي كيت بأنها بحاجة للذهاب هناك لمعرفة ما يجري.

#### 2016 إلى الوقت الحاضر: أعادة إحياء دي سي
في فبراير 2017 المرأة الوطواط: إعادة إحياء #1, قادت إلى مارس 2017 المرأة الوطواط #1.

## نسخ أخرى
- تقدم سلسلة "قدوم المملكة" لـمارك وايد" و "أليكس روس" لعام 1996، مجموعة من المرأة الوطواط، تم تصويرها كمعجبة لباتمان من العالم الرابع لـجاك كيربي. زيها مختلط من عناصر كيربي مع الزي الأصلي. تمتطي الشخصية كلبًا هائجًا من طراز-الوطواط أسمه أيس.
- باتمان: سلالة فارس الظلام (1997) تُميز نائب الرئيس برينا واين التي تصبح المرأة الوطواط من أجل وقف فاندال سافاج. تكتشف واين مؤامرة ضد عائلتها بعد التحقيق في الأجيال الثلاثة عشر الأخيرة من عائلة واين.
- المملكة: كوكب كريبتون (فبراير 1999) تشير إلى العصر الفضي للمرأة الوطواط. قدمت المملكة مفهوم هايبرتايم، حيث لا تزال الشخصيات التي تمت إزالتها من الأستمرارية موجودة في جداول زمنية بديلة. يجد مطعم «كوكب كريبتون» (المصمم على غرار كوكب هوليوود) نفسه «مسكون» بـ«أشباح هايبرتايم» صامتة لشخصيات لم تعد جزءًا من أستمرارية التيار المستمر. يأتي باتمان وجها لوجه مع المرأة الوطواط ويقول: «كاثي»؟ في وقت لاحق، يقول باتمان أنه لا توجد طريقة ممكنة ليعرفها.
- فرقة العدالة الأمريكية: المسمار (1998) من تأليف آلان ديفيز. تتبنى سيلينا كايل زي المرأة الوطواط على أساس الزي الذي ترتديه كاثي كين. تتمة 2004، فرقة العدالة الأمريكية: مسمار آخر، تشكل ملامحها شخصية المرأة الوطواط.
- سوبرمان / باتمان # 24 (نوفمبر 2005) يقدم عالماً حيث يتم عكس أنواع الشخصيات مع هيلينا واين بأسم المرأة الوطواط. وضعت دي سي في وقت لاحق هذا الواقع البديل بأسم «الأرض-11» في الكون المتعدد بعد الأزمة اللانهائية.
- في قصة مراهقو التايتنز «تايتنز الغد» (2005)، بيتي كين هي المرأة الوطواط، وترتدي زيًا يشبه ما قبل الأزمة لكاثي. في قصة المتابعة، «تايتنز الغد ... اليوم!» (2007)، لا تزال بيتي كين فلامبيرد وتصبح فتاة الوطواط كاساندرا كاين السابقة المرأة الوطواط.
- في عالم الفلاش بوينت، كيت كين هي عضو في فريق 7، وحدة النخبة من الجنود بقيادة غريفتر. تُقتل كيت، مع معظم أعضاء الفريق، خلال هجوم فاشل على معسكر تدريب إرهابي في الفلاش بوينت: لويس لين والمقاومة #2 (يوليو 2011).
- في باتمان '66 #2، كاثي كين تواعد بروس واين إلى حفلة موسيقية من قبل تشانديل. هي فيما بعد تنقذ باتمان من هجوم من قبل سايرين التي تجعله يختبر سلسلة من الهلاوس الغريبة. خلال الهلوسة، يرى باتمان لفترة وجيزة بأن كاثي ترتدي زي المرأة الوطواط من العصر الفضي.
- في جناح الليل: النظام الجديد، ينهي جناح الليل نزاعًا مستمرًا بين كائنات ذات القوة العظمى من خلال تنشيط جهاز يعمل على تقليل نسبة تسعين بالمائة من السكان المدعومين بالطاقة العالية. هذا يبني لمستقبل حيث يتم حظر القوى العظمى ويجب على أي خارق بالطاقة أن يأخذ أدوية المانع أو أن يتم أحتواؤها ودراستها إذا لم تعمل الأدوية عليه. في هذا الواقع، تفقد كيت ثقتها في المقتصين وتصبحت مسؤولة حكومية بدلاً من ذلك. دعمت كيت غرايسون وعملت على تمرير إجراءات مكافحة القوة العظمى عبر الحكومة. ومع ذلك، بعد أن تم أختيار غرايسون ليكون قائد مهمة مكافحة القوة العظمى، نمى أستياء كين من حليفها السابق. في عام 2040، بعد أن أظهر جاك، أبن غرايسون، علامات على تطوير قوى عظمى، تخرج كين من طريقه لتلقي القبض على جاك ووالده، ولا تزال تحمل ضغينة. عندما يستعيد غرايسون بنجاح القوى العظمى للميتاهيومان، تتقاعد كيت من وزارة الدفاع بعد إلغاء حظر القوة العظمى في نهاية المطاف.[70]
- في الكوميكس المبني على الظلم: الآلهة بيننا، تظهر المرأة الوطواط (كاتي كين) كعضو في تمرد باتمان. في نهاية السنة الثالثة، تحارب هي والصيادة والمرأة المعجزة من نظام سوبرمان، مع قتل الأخير من قبل الأمازونية عن طريق الخطأ؛ في حين أن المرأة المعجزة صدمت بهذا، فإن كيت الغاضبة تهزمها بلأخضاع. تستمر ضغينتها تجاه المرأة المعجزة حتى السنة الرابعة، حيث تعاني أيضًا من وفاة رينيه مونتويا بعد تناول جرعة زائدة من حبوب منع الحمل. عندما يتصارع النظام مع الآلهة اليونانية في قاعة العدل، تحصل كيت على ثأرها من المرأة المعجزة من خلال خنقها بحبل الحقيقة الخاصة بها، لتجديد تجربة الصيادة. ومع ذلك، في حين أنها أعترفت بأنها تريد وفاة ديانا، فإنها تسمح لها بالعيش كعلامة على أنها شخص أفضل. في السنة الخامسة، عندما يتم بناء مقاومة تحت الأرض وتسميتها على أسم الجوكر، تواجههم في مخبئهم وتقول لهم أن جوكر ليس رجلاً يجب أن يكرم. في ختام هذه السلسلة، يبدو بأنها تضحي بنفسها عندما ساعدت في نقل فرقة العدالة في الكون الآخر إلى عالمهم.
- في المرأة الوطواط: نهاية المستقبل #1، بعد خمس سنوات من المستقبل، تتحول كيت كين إلى مصاصة دماء وغير قادرة على التحكم في عطشها للدم، تبدأ في مهاجمة الناس. وتُقتل في النهاية، عندما تقوم شقيقتها بيث بغرس عصا بقلبها.
- في قنابل دي سي كومكس، التي تحدث في نسخة بديلة من تاريخ الحرب العالمية الثانية، هناك أربعة إصدارات للشخصية:
  - كيت كين تعمل في مدينة غوثام كبطلة، المرأة الوطواط، بينما هي أيضاً #52 غامضة من فريق كرة القاعدة فرسان غوثام. وتستطيع إنقاذ عائلة واين من سارق، مما يجعلها بطلة حقيقية لعين الشاب بروس واين. حصلت كيت على بعض الخبرة العسكرية (خدمت كمتطوعة أمريكية في الحرب الأهلية الإسبانية، حيث كانت عشيقة الجندية الجمهورية رينيه مونتويا) وتدير حاليًا شركة والدها، لتتعامل معها خلال فترة الكساد الكبير. وهي أيضاً على علاقة مع المخبرة ماغي سوير. تم تجنيدها في وقت لاحق من قبل أماندا والر للقتال في الحرب جنباً إلى جنب مع العديد من البطلات الأخرى. قبل أن تغادر غوثام، تجعل كيت أبنة عمها بيتي، وهي لاعبة كرة القاعدة آخرى من فريق غوثام جريفينز المنافس، حامية المدينة الجديدة.
  - كاثرين ويب، عضوة في أسرة كين وعمة لكل من كيت وبيتي، هي مديرة دار أيتام بينكني. تركت مسؤولة عن دار الأيتام من قبل كيت قبل أن تغادر غوثام. ولديها رهاب تجاه الأجانب، وتستخدم الأيتام لتصنيع الروبوتات من أجل حماية البلاد من الأجانب، التي تصفهم بأنهم «أشرار». هزمت لاحقاً من قبل فريق من فتيات الوطواط، بما في ذلك بيتي، الذين يأتون إلى دار الأيتام لإنقاذ الأيتام.[71]
  - كاثلين «كاثي» دوكين، ميكانيكية سيارات وزعيمة فريق من فتيات الوطواط، الذين يحمون المدينة خلال غياب المرأة الوطواط. جنباً إلى جنب مع كاثي، يتضمن الفريق نيل ليتل، هاربر رو ولاحقاً أليسا يوه وبيتي كين.[72][73] عند لقائها مع «بيتي»، تعترف كاثي على الفور بأنها لاعبة كرة القاعدة وتكشف في وقت لاحق هويتها الحقيقية بالإضافة إلى علاقتها بالمرأة الوطواط لكنها تعد بإبقائها سراً. تنقذ فتيات الوطواط اليتامى من دار أيتام بينكني من المديرة الملتوية وتوسع فريقها فيما بعد، وترحب بـتيم دريك، كولن رو وفيليسيتي سموك، وتنشأ عائلة الوطواط.[74]
  - تظهر سونيا ألكانا كضابطة في إدارة شرطة مدينة غوثام، بالتعاون مع كريسبوس ألين وتعمل مع ماغي سوير لمساعدة المرأة الوطواط في كفاحها ضد الجريمة في المدينة.[72]

## الطبعات المجمعة
| #                                                   | العنوان                                             | المواد التي تم جمعها                                                               | الصفحات | تاريخ النشر    | ردمك           |
| --------------------------------------------------- | --------------------------------------------------- | ---------------------------------------------------------------------------------- | ------- | -------------- | -------------- |
| المرأة الوطواط: الخنفساء                            | المرأة الوطواط: الخنفساء                            | ديتكتيف كومكس #854–860                                                             | 192     | 14 يونيو 2011  | 978-1401231460 |
| المرأة الوطواط بواسطة جريغ روكا وج ك ويليامز الثالث | المرأة الوطواط بواسطة جريغ روكا وج ك ويليامز الثالث | ديتكتيف كومكس #854–863                                                             | 256     | 20 يونيو 2017  | 978-1401274139 |
| 52 الجديدة                                          |                                                     |                                                                                    |         |                |                |
| 1                                                   | هايدرولوجي                                          | المرأة الوطواط #1–5, #0                                                            | 144     | يونيو 2012     | 978-1781163610 |
| 2                                                   | سقوط العالم                                         | المرأة الوطواط #6–11                                                               | 144     | يناير 2013     | 978-1401237905 |
| 3                                                   | أجمل العالم                                         | المرأة الوطواط #0 (المجلد. 2), #12–17                                              | 168     | سبتمبر 2013    | 978-1401242466 |
| 4                                                   | هذا الدم سميك                                       | المرأة الوطواط #18–24                                                              | 144     | ابريل 2014     | 978-1401246211 |
| 5                                                   | شباك                                                | المرأة الوطواط #25–34, سنوي #1                                                     | 272     | نوفمبر 2014    | 978-1401250829 |
| 6                                                   | المجهولين                                           | الأصول السرية #3, المرأة الوطواط #35–40, سنوي #2, المرأة الوطواط نهاية المستقبل #1 | 208     | يونيو 2015     | 978-1401254681 |
| دي سي إعادة أحياء                                   |                                                     |                                                                                    |         |                |                |
| 1                                                   | الأيدي العديدة للموت                                | المرأة الوطواط: أعادة إحياء, #1-6                                                  | 168     | 21 نوفمبر 2017 | 978-1401274306 |
| 2                                                   | عالم الروعة                                         | المرأة الوطواط #7-11                                                               | 128     | 5 يونيو 2018   | 978-1401278717 |
| 3                                                   | سقوط منزل كين                                       | المرأة الوطواط #12-18                                                              | 168     | 22 يناير 2019  | 978-1401285777 |

## في وسائل الأعلام الأخرى

### التلفاز
- في باتمان، يستخدم أسم المرأة الوطواط أحياناً. بجزأين «بداية فتاة الوطواط»، أرادت باربارا غوردون أن تُدعى «المرأة الوطواط» قبل أن تستقر بأسم «فتاة الوطواط». تُظهر حلقة «قطعة أثرية» مارثا واين التي تم تحديدها بالخطأ على أنها المرأة الوطواط مع توماس واين بأسم باتمان وأبنهما، بروس، في دور روبن الأحمر.
- تظهر المرأة الوطواط في باتمان: الشجاع والجريء حلقة «أزمة مؤامرة الصليب!»، التي عبرت عنها فانيسا مارشال. على الرغم من كونها مرتكزة بصريًا على المرأة الوطواط من كاثي كين، إلا أن الشخصية لا تُعرف في الواقع بأسم المرأة الوطواط وهي أيضًا شخصية أصلية: كاترينا مولدوف، الوريثة لثروة سيرك مولدوف. في صفحة فورمسبرينغ الخاصة بها، أكد مخرج الشجاع والجريء بن جونز أن قرار إعادة تسمية الشخصية قد تم إحرازه بعد أن أعربت دي سي كومكس عن مخاوفها من تصوير الحلقة للشخصية الذي لها تأثير سلبي على سلسلة الكتب المصورة المرأة الوطواط الجديدة، العدد الأول الذي أطلق بعد أقل من شهر من تاريخ البث الأولي للحلقة. تم تصويرها كطالبة متشوقة وبطلة سيرك متدربة لا يحبها باتمان بسبب محاربتها للجريمة التي تعرض المارة الأبرياء للخطر. عندما يتم الكشف عنها في الأماكن العامة من قبل ريدلر، تضطر إلى التخلي عن حياتها بمحاربة الجريمة. وتحاول الحصول على الأنتقام من خلال تشجيع فيليكس فاوست على أستخدام تعويذة لتحويلها إلى جسد باتمان، مما يسمح لها بالأقتراب من ريدلر بدون أن تطاردها الشرطة. عندما تفشل، ينقذها باتمان ويحصل على فاوست للتبديل بينهما. تذهب بهدوء مع الشرطة بينما يعتقلون ريدلر وأعوانه.
- ستظهر كيت كين / المرأة الوطواط في ذا سي دبليو آروفيرس، تصورها روبي روز.[75] ستظهر الشخصية لأول مرة في حدث تقاطع لعام 2018 مع السهم والبرق والفتاة الخارقة بعنوان «عوالم أخرى».[76] ويجري حالياً تطوير مسلسل تلفزيوني يركز على الشخصية في ذا سي دبليو.[77] ألقيت روز دورًا في أغسطس 2018.[75]

### الأفلام
- تصور كاثرين فيكتور نسخة مختلفة من المرأة الوطواط في فيلم 1966 العالم الجامح للمرأة الوطواط.
- تصور ماورا مونتي المرأة الوطواط في الفيلم المكسيكي عام 1968 La Mujer Murciélago (المرأة الوطواط).
- ظهرت المرأة الوطواط في باتمان: سر المرأة الوطواط، التي عبرت عنها كيرا سيدغويك. في هذه القصة، والتي تتوافق مع أستمرارية كون دي سي للرسوم المتحركة، المرأة الوطواط هي مقتصة جديدة تعمل في مدينة غوثام وهي على أستعداد لأستخدام القوة المميتة لتحقيق أهدافها. وهي تستهدف عمليات غير قانونية من البطريق ورؤساء الجريمة روبرت ثورن وكارلتون دوكوزني. نظرًا لكونها تهديدًا، يحقق باتمان في المرأة الوطواط في محاولة لكشف هويتها وإحضارها إلى العدالة، بالإضافة إلى أهدافها.[78] في تحقيقاته، يشتبه باتمان في ثلاث نساء مختلفات بأن يكونوا المرأة الوطواط: مخبرة شرطة غوثام سونيا الكانا (التي عبرت عنها إليزا غابريلي)، والطبيبة روكسان «روكي» بالانتاين (التي عبرت عنها كيلي ريبا) وكاثلين «كاثي» دوكوسن (التي عبرت عنها كيمبرلي بروكس)، والثالث منهم بروس واين يشكل علاقة رومانسية معها. (الأسم كاثي دوكيسن هو إشارة ضعيفة إلى كيت كين. في ميزات الدي في دي والبلوراي الخاصة، يشرح المنتجون أن دي سي لم تكن ترغب في أن يستخدم صانعو الأفلام كيت كين في فيلم صديق-للعائلة بسبب العنف المرتبط بها) في نهاية المطاف تم كشف النقاب عن أن جميع النساء الثلاث كن يتظاهرن بأنهن المرأة الوطواط مع ضغائن ضد رؤساء الجريمة، كل منهن تعمل في نقطة مختلفة لتوجيه الشبهات من كل ثلاثة منهم.
- المرأة الوطواط تجعل لها حجاب في باتمان ضد روبن. خلال واحدة من كوابيس باتمان، وهي واحدة من الجثث الساقطة بجانب داميان واين.
- تظهر المرأة الوطواط في باتمان: الدم الفاسد، التي عبرت عنها إيفون ستراهوفسكي.[79] هذه النسخة من المرأة الوطواط مدربة عسكرياً ولكن يتم توبيخها من قبل باتمان لأستخدامها الأسلحة الحية والذخيرة في القتال. وتظهر أيضاً بأنها عرفت ديك غرايسون منذ كانوا أطفال حيث كانت لديه مشاعر تجاهها لم تلاحظه في البداية، لكنهم لا يزالون ينظرون إلى بعضهم البعض كأصدقاء. يتم التعامل مع سحاقتها بحرية من قبل والدها في مرحلة مبكرة من الفيلم وتظهر مع رينيه مونتويا، التي تأتي إلى منزلها في نهاية الفيلم.

### العاب الفيديو
- تظهر كيت كين كالمرأة الوطواط في كون دي سي على الأنترنت، عبرت عنها كريستينا جيه مور.[80]
- تظهر كيت كين كالمرأة الوطواط كشخصية DLC قابلة للّعب في ليغو باتمان 3: ماوراء غوثام.
- كيت كين واردة في باتمان: فارس أركام. يمكن سماعها على آلة رد بروس واين، حيث سألته ما إذا كان سيأتي لزوجها مع ماغي سوير، وذكرت بأنه علمها أهمية الحفاظ على المظاهر، ملمحاً إلى أنها أصبحت بالفعل المرأة الوطواط.
- كيت كين كالمرأة الوطواط هي شخصية قابلة للعب في ليغو دي سي سوبر-فيليانس.